# Osmotische Diurese
Als osmotische Diurese, genannt auch Filtrationsdiurese, wird eine erhöhte Harnproduktion infolge eines erhöhten Druckes in den harnableitenden Wegen der Nieren bezeichnet. Dieser Effekt tritt auf, wenn in den Glomerula der Niere aus dem Blut osmotisch aktive Substanzen in den Primärharn filtriert werden, die im weiteren Verlauf der Harnproduktion in den Nierenkanälchen nicht wieder in das Blut zurückgeführt werden. Der im Vergleich zum Blut bestehende erhöhte Konzentrationsgradient der entsprechenden Substanz bewirkt einen Konzentrationsausgleich über den passiven Ausstrom von Wasser in den Harn hinein.
Eine osmotische Diurese kann Ausdruck einer Allgemeinerkrankung wie dem Diabetes mellitus sein, bei welchem mit einer Blutzuckerkonzentration von über 180 mg/dl (Nierenschwelle) die Rückresorptionskapazität des Tubulussystems überschritten wird und eine Glukosurie und somit auch verstärkte Wasserausscheidung (Polyurie) zur Folge hat. Gleichzeitig kommt es auch zum verstärkten Trinkverhalten (Polydipsie).
Medizinische Anwendung findet eine osmotische Diurese in Notfällen wie Glaukom, Hirnödem oder akutem Nierenversagen. Sie wird eingeleitet durch die Gabe osmotischer Diuretika wie etwa Mannitol.